# Lijst van voetbalinterlands Hongarije - Tsjechië
Deze lijst van voetbalinterlands is een overzicht van alle officiële voetbalwedstrijden tussen de nationale teams van Hongarije en Tsjechië. De landen hebben tot op heden negen keer tegen elkaar gespeeld. De eerste ontmoeting was een vriendschappelijke wedstrijd en werd gespeeld in Boedapest op 1 april 1906. Beide 'landen' maakten toen nog deel uit van Oostenrijk-Hongarije. Het laatste duel, eveneens een vriendschappelijke wedstrijd, vond plaats op 10 september 2023 in de Hongaarse hoofdstad.

## Wedstrijden
| № | Plaats    | Datum             | Competitie        | Wedstrijd            | Uitslag |
| - | --------- | ----------------- | ----------------- | -------------------- | ------- |
| 1 | Boedapest | 1 april 1906      | Vriendschappelijk | Hongarije − Bohemen  | 1 − 1   |
| 2 | Praag     | 7 oktober 1906    | Vriendschappelijk | Bohemen − Hongarije  | 4 − 4   |
| 3 | Boedapest | 7 april 1907      | Vriendschappelijk | Hongarije − Bohemen  | 5 − 2   |
| 4 | Praag     | 6 oktober 1907    | Vriendschappelijk | Bohemen − Hongarije  | 5 − 3   |
| 5 | Boedapest | 5 april 1908      | Vriendschappelijk | Hongarije − Bohemen  | 5 − 2   |
| 6 | Larnaca   | 12 februari 2002  | Vriendschappelijk | Tsjechië − Hongarije | 2 − 0   |
| 7 | Praag     | 1 juni 2012       | Vriendschappelijk | Tsjechië − Hongarije | 1 − 2   |
| 8 | Boedapest | 14 augustus 2013  | Vriendschappelijk | Hongarije − Tsjechië | 1 − 1   |
| 9 | Boedapest | 10 september 2023 | Vriendschappelijk | Hongarije − Tsjechië | 1 − 1   |

## Samenvatting
| Competitie        | Totaal gespeeld | Winst Hongarije | Gelijk | Winst Tsjechië | Doelsaldo Hongarije – Tsjechië |
| ----------------- | --------------- | --------------- | ------ | -------------- | ------------------------------ |
| Vriendschappelijk | 9               | 3               | 4      | 2              | 22 − 19                        |
| Totaal            | 9               | 3               | 4      | 2              | 22 − 19                        |

## Details

### Zesde ontmoeting
| Vriendschappelijk (Larnaca, Cyprus, 12 februari 2002): |       |           |
| Tsjechië | 2 – 0 | Hongarije |
| Václav Koloušek 7' Jan Koller 65' | goals |           |
| - Debuut van Petr Čech, Pavel Mareš (Sparta Praag), Jiří Štajner, Václav Koloušek (Slovan Liberec) en Martin Vaniak (Sigma Olomouc) voor Tsjechië. - Eerste duel van Tsjechië onder leiding van bondscoach Karel Brückner. - Debuut van Zsolt Bárányos (KFC Lommel), Gábor Gyepes (Ferencvárosi) en Péter Halmosi (Oliver Haladás) voor Hongarije. |       |           |